# Air Marshall Islands
Air Marshall Islands ist die nationale Fluggesellschaft der Marshallinseln mit Sitz in Majuro und Basis auf dem Flughafen Marshallinseln.

## Geschichte
Das Unternehmen wurde 1980 unter dem Namen Airline of the Marshall Islands gegründet. Zu Beginn im Jahre 1980 besaß die Gesellschaft zwei GAF Nomad. Damit konnte man lediglich Kurzstrecken innerhalb des Staatsgebietes bedienen. Erst nach dem Kauf von Hawker-Siddeley HS 748 war man in der Lage, die Nachbarstaaten Kiribati, Tuvalu und Fidschi anzufliegen.
Zum Jahresbeginn 1992 wurde die Gesellschaft in Air Marshall Islands umbenannt. Sie mietete im Januar 1992 eine Douglas DC-8-62CF von Arrow Air, die bis Oktober 1996 im Wetlease auf Passagier- und Frachtflügen zwischen Majuro und Honolulu zum Einsatz kam.

## Flugziele
Air Marshall Islands bedient von Majuro Ziele auf den einzelnen Atollen der Marshallinseln.

## Flotte

### Aktuelle Flotte
Mit Stand November 2022 besteht die Flotte der Air Marshall Islands aus zwei Flugzeugen mit einem Durchschnittsalter 32,9 Jahren:
| Flugzeugtyp            | Anzahl | Anmerkungen |
| ---------------------- | ------ | ----------- |
| De Havilland DHC-8-100 | 2      |             |

### Ehemalige Flugzeugtypen
- Britten-Norman BN-2 Islander
- Dornier 228-200
- Douglas DC-8-62
- GAF Nomad
- Hawker-Siddeley HS 748
- Saab 2000